# Mount Bailey
Mount Bailey är ett berg i Antarktis. Det ligger i Västantarktis. Argentina, Chile och Storbritannien gör anspråk på området. Toppen på Mount Bailey är 1 445 meter över havet.
Terrängen runt Mount Bailey är platt västerut, men österut är den kuperad. Trakten är obefolkad. Det finns inga samhällen i närheten.